# ميغيل بوش
ميغيل بوش (بالإسبانية: Miguel Bosch)‏ هو بحار أرجنتيني، (ولد في بوينس آيرس في الأرجنتين 1905  م).

## وصلات خارجية
- ميغيل بوش على موقع أوليمبيديا (الإنجليزية)